# Fortuna (Vlaardingen)
Fortuna  (ook wel Fortuna Vlaardingen) was een Nederlandse voetbalclub uit Vlaardingen. De club werd opgericht op 19 april 1904 en kwam vanaf 1955 uit in het betaald voetbal. In 1974 ging Fortuna terug naar het amateurvoetbal, waarbij de proflicentie van de club werd overgedaan aan de nieuw opgerichte stichting FC Vlaardingen '74. Deze ging in 1981 failliet, waarna het betaald voetbal uit Vlaardingen verdween.
In 2004 fuseerde de amateurvereniging Fortuna met TSB tot de nieuwe club SC Victoria '04.

## Start betaald voetbal
Tot aan de oprichting van het betaalde voetbal in 1955 speelde Fortuna in de Tweede Klasse. Het betaalde voetbal werd met veel enthousiasme onthaald door de inwoners en door de gemeente.
Het eerste seizoen werd netjes afgesloten met een vierde plaats in de eerste Klasse C. De play-off tegen Tubantia werd met 2–1 gewonnen en zo werd er promotie afgedwongen naar de Eerste divisie.
Na dit seizoen speelde Fortuna een anonieme rol in de Eerste divisie met een dertiende, elfde en twee keer een twaalfde plaats tussen 1957 en 1961.

## De roerige jaren 60
In de zomer van 1961 werd Rinus Gosens hoofdtrainer van Fortuna. Hij smeedde de groep tot een geheel, waarna Fortuna in het seizoen 1961/62 meestreed voor het kampioenschap van de Eerste divisie. Tegen het einde van het seizoen stonden Sittardia en DHC nog voor Fortuna, maar de club uit Vlaardingen slaagde erin om de titel te bemachtigen met 47 punten (in die tijd gold de tweepuntenregel nog). In 1962 bestonden nog twee reeksen Eerste divisies. Er moesten daarom play-offs worden gespeeld tegen de winnaar van de Eerste divisie B, Heracles. In de heenwedstrijd in Vlaardingen bleef het 0-0. Hierbij viel topscorer Jan Bouman uit wegens een blessure. Bij de returnmatch in Almelo was hij nog steeds geblesseerd en verloor Fortuna met 1–0. Dichter bij de Eredivisie is Fortuna nooit gekomen.
Het seizoen daarna verliep beter dan verwacht en werd afgesloten met een zevende plaats. Topscorer Jan Bouman was erg in de belangstelling van RBC en D.F.C.. Maar de club die toehapte was GVAV uit Groningen. Zij hadden 75.000 gulden over voor de aanvaller, maar hij sloeg het aanbod af omdat hij bij zijn familie in Vlaardingen wilde blijven. Zijn prestaties bleven ook niet onopgemerkt bij de bondscoach Elek Schwartz. Bouman zat bij de voorlopige selectie van het Nederlands elftal, maar viel uiteindelijk toch af.
In het seizoen 1963/64 werd het laatste hoogtepunt bereikt: het bereiken van de halve finales van de KNVB beker. In de kwartfinales werd Feyenoord met 3–2 verslagen in de eigen Kuip, maar ze degradeerden dat seizoen ook naar de tweede divisie. Ook werd clubicoon Jan Bouman voor 50.000 gulden aan Sparta verkocht. Na drie seizoenen Spangen keert hij in 1968 terug naar Vlaardingen. In dat seizoen werd er promotie afgedwongen naar de Eerste Divisie. Het seizoen werd overschaduwd door een drama: in de uitwedstrijd tegen de Zwolsche Boys zakte de moeder van Jan Bouman in elkaar en raakte in coma, enkele dagen later overleed ze. Het was de smet op de promotie. In seizoen 1969/70 degradeerde de ploeg door een achttiende en laatste plaats terug naar de Tweede divisie.

## FC Vlaardingen '74
Het werd steeds moeilijker voor Fortuna om het hoofd boven water te houden. De Vlaardingen-Schiedam derby's werden door nog geen tweeduizend man bezocht. Er werd toch gepromoveerd, al was het alleen maar omdat de Tweede Divisie werd opgeheven. Op 1 juli 1974 werd de licentie overgedragen aan FC Vlaardingen '74. Fortuna zelf keerde terug naar de amateurs, waarbij de schulden van de vereniging werden overgenomen door de gemeente Vlaardingen. Aanvankelijk wees de KNVB het verzoek van FC Vlaardingen om deel te mogen nemen aan het betaald voetbal af. De club stapte naar de rechter, die op 11 juli 1974 besloot dat de bond FC Vlaardingen moest toelaten.
In 1975 werd oud-Feyenoord speler Theo Laseroms aangesteld als trainer. Met centrumverdediger Kees Zwamborn in de gelederen, die van juli 1978 tot en met november 1981 voor Ajax zou uitkomen, werden er in het seizoen 1976/77 bijna een periodetitel en nacompetitie afgedwongen. Een gelijkspel zou tegen MVV genoeg zijn geweest, maar er werd met 1-0 verloren. Vlaardingen eindigde dat seizoen als negende. De overige seizoenen tussen half 1974 en half 1981 eindigde FC Vlaardingen altijd onder in de middenmoot of (enigszins) onderin.
Een faillissement was inmiddels onafwendbaar. De lonen werden te laat of zelfs helemaal niet uitbetaald. Zodoende kwam er half 1981 een einde aan het betaalde voetbal in Vlaardingen. De laatste grote wedstrijden waren FC Vlaardingen–Ajax (0–2, 31 juli 1980, oefenduel) en AZ'67–FC Vlaardingen (5–2, 24 januari 1981, achtste finales KNVB beker).

## Resultaten betaald voetbal 1956–1981
| 4 C |

| 14 B |

| 13 B |

| 11 A |

| 12 A |

| 12 A |

| 1 A |

| 7 |

| 15 |

| 9 B |

| 11 B |

| 6 |

| 4 |

| 3 |

| 18 |

| 7 |

| 19 |

| 17 |

| 13 |

| 16 |

| 17 |

| 9 |

| 13 |

| 16 |

| 18 |

| 18 |

| Eerste divisie | Tweede divisie | Eerste klasse (profniveau) |

| - 1955 – 1974: Fortuna - 1974 – 1981: FC Vlaardingen '74 |

## Resultaten amateurvoetbal 1912–2003
| 5 3A |

| 3 3B |

| 1 3A |

| 1 3? |

| 2 3A |

| 1 2A |

| 1 2C |

| 6 2C |

| 4 2C |

| 6 2C |

| 8 2C |

| 10 2C |

| 6 3C |

| 2 3D |

| 1 3B |

| 6 2A |

| 7 2A |

| 1 2B |

| 1 2B |

| 1 2B |

| 7 2B |

| 6 2B |

| 7 2B |

| 10 2A |

| 4 3B |

| 4 3C |

| 7 3B |

| 3 3C |

| 4 3? |

| 3 3C |

| 1 3C |

| 1 3D |

| 1 3D |

|  |

| 5 2A |

| 10 2A |

| 9 2A |

| 7 2A |

| 5 2B |

| 8 2A |

| 5 2A |

| 3 2A |

| 7 2B |

| 3 2B |

|  |

|  |

|  |

| 8 4F |

| 1 4G |

| 3 3C |

| 10 3C |

| 4 3C |

| 2 3A |

| 1 3D |

| 5 2B |

| 7 2B |

| 6 2B |

| 2 2B |

| 6 2B |

| 5 2A |

| 6 2B |

| 6 2B |

| 6 2B |

| 6 2B |

| 7 2B |

| 12 2A |

| 9 3D |

| 4 3D |

| 10 2B |

| 7 3D |

| 11 3D |

| 4 4G |

| 3 4H |

| 5 4H |

| 4 4F |

| 7 4E |

| Tweede klasse | Derde klasse | Vierde klasse |

In elke staaf van de grafiek staat van boven naar beneden vermeld: 
- Eindnotering

Dit is de positie die de club heeft bereikt in de competitie, zonder eventuele beslissings-, play-off- of nacompetitiewedstrijden die nodig zijn geweest om bijvoorbeeld de kampioen van de competitie te bepalen.
Indien een * achter het getal staat is de notering een tussenstand en kan het zijn dat de notering niet overeenkomt met de uiteindelijke eindstand van de competitie.
Staat er een - dan is het seizoen nog bezig en is er geen definitieve uitslag bekend.
Staat er xx op de positie van de notering, dan heeft de club vroegtijdig de competitie verlaten. Dit kan onder andere komen door terugtrekking van het team, faillissement van de club of door een uitgedeelde straf van de KNVB. In veel gevallen staat elders in het artikel de reden vermeld.
Staat er een ? dan is het resultaat uit het verleden onbekend, en is alleen de competitie of het niveau bekend van dat seizoen.
In de seizoenen 2019/20 en 2020/21 werd wegens de coronacrisis het amateurvoetbal afgebroken. Daardoor kennen deze staven geen eindklassering (middels -- weergegeven).
- Competitieniveau en afdelingsletter of Officiële eindstand Eredivisie
  - Competitieniveau en afdelingsletter

Hierbij geeft het getal het niveau weer, dat ook terug te vinden is in de legenda. De letter is de afdelingsaanduiding en wordt gebruikt wanneer er meer afdelingen zijn op hetzelfde niveau. De afdelingsletter is altijd een hoofdletter en wordt meestal zonder nummer gebruikt.
Voorbeeld: 2F is niveau 2e klasse competitie F.
Het competitieniveau en nummer wordt niet vermeld wanneer er slechts één competitie van dit niveau was.
  - Officiële eindstand Eredivisie (getal staat tussen haakjes vermeld)

Sinds de introductie van play-offwedstrijden voor Europees voetbal na afloop van de reguliere competitie in 2005/06, is de KNVB verplicht een eindstand van de Eredivisie door te geven aan de UEFA aan de hand van deze play-offwedstrijden.
Bij deze eindstand staan clubs die zich hebben gekwalificeerd voor Europees voetbal hoger dan clubs die zich niet wisten te kwalificeren. Indien er geen verschil was tussen de eindnotering en de officiële eindstand, staat dit getal niet vermeld.

- Onderafdeling

Hier staat afgekort de naam van de onderafdeling indien de club in dat jaar in een onderafdeling uitkwam. Tevens staat deze afkorting in de legenda en wordt gelinkt naar het artikel over deze onderafdeling. Deze afkorting wordt alleen vermeld wanneer de club in het verleden in verschillende onderafdelingen heeft gespeeld. Deze vermelding is in de staaf altijd in kleine letters. Deze onderafdelingen zijn na het seizoen 1995/96 afgeschaft. Heeft de club in slechts één onderafdeling gespeeld, dan is dit alleen terug te vinden in de legenda.
Onder de staaf staat het jaartal vermeld waarin het seizoen is afgesloten. 15 verwijst naar het seizoen 2014/15 of eventueel het seizoen 1914/15.
Wanneer een staaf leeg is, zijn deze gegevens niet bekend. Het kan ook zijn dat de club dat seizoen niet heeft meegespeeld op het hogere amateurniveau, vroegtijdig de competitie heeft verlaten of uit de competitie is gezet.

In het seizoen 1944/45 was er wegens de Tweede Wereldoorlog geen regulier competitievoetbal.

## Nederlands elftal
Dirk van Everdingen is de enige speler van Fortuna Vlaardingen die ooit geselecteerd is voor het Nederlands Elftal. De aanvaller was reserve bij de met 6-3 verloren uitwedstrijd tegen Zwitserland op 2 november 1930.

## Victoria 04
In 2004 fuseerde Fortuna met TSB. De nieuwe club kreeg de naam SC Victoria '04. Fortuna moest gaan fuseren, omdat de gemeente plannen had om op het terrein van Fortuna te gaan bouwen. Nadat Fortuna was vertrokken en zich samen met TSB in de Broekpolder had gevestigd werden de kantine en de kleedkamers gesloopt.

## AV Fortuna
Toen de voetballers van Fortuna naast het voetbalseizoen actief wilden blijven, kwamen ze er op om atletiek als tweede sport te beoefenen. Op 1 juni 1948 begonnen de voetballers de atletiekvereniging AV Fortuna. Wanneer Fortuna opgeheven werd, bleef AV Fortuna bestaan. De atletiekvereniging was in 2018 de grootste vereniging van Vlaardingen.

## Overzichtslijsten

### Seizoensoverzichten
| Resultaten van Fortuna sinds de toetreding in het betaald voetbal in 1955 tot het faillissement in 1981 | Resultaten van Fortuna sinds de toetreding in het betaald voetbal in 1955 tot het faillissement in 1981 | Resultaten van Fortuna sinds de toetreding in het betaald voetbal in 1955 tot het faillissement in 1981 | Resultaten van Fortuna sinds de toetreding in het betaald voetbal in 1955 tot het faillissement in 1981 | Resultaten van Fortuna sinds de toetreding in het betaald voetbal in 1955 tot het faillissement in 1981 | Resultaten van Fortuna sinds de toetreding in het betaald voetbal in 1955 tot het faillissement in 1981 | Resultaten van Fortuna sinds de toetreding in het betaald voetbal in 1955 tot het faillissement in 1981 | Resultaten van Fortuna sinds de toetreding in het betaald voetbal in 1955 tot het faillissement in 1981 | Resultaten van Fortuna sinds de toetreding in het betaald voetbal in 1955 tot het faillissement in 1981 | Resultaten van Fortuna sinds de toetreding in het betaald voetbal in 1955 tot het faillissement in 1981 | Resultaten van Fortuna sinds de toetreding in het betaald voetbal in 1955 tot het faillissement in 1981 | Resultaten van Fortuna sinds de toetreding in het betaald voetbal in 1955 tot het faillissement in 1981 | Resultaten van Fortuna sinds de toetreding in het betaald voetbal in 1955 tot het faillissement in 1981 |
| Seizoen                                                                                                 | Competitie                                                                                              | Competitie                                                                                              | Competitie                                                                                              | Competitie                                                                                              | Competitie                                                                                              | Competitie                                                                                              | Competitie                                                                                              | Competitie                                                                                              | Competitie                                                                                              | Kwalificatie                                                                                            | KNVB beker                                                                                              | Bijzonderheid                                                                                           |
| Seizoen                                                                                                 | Divisie                                                                                                 | GW | W | G | V | PNT | DV | DT | POS | Kwalificatie                                                                                            | KNVB beker                                                                                              | Bijzonderheid                                                                                           |
| --- | --- | --- | --- | --- | --- | --- | --- | --- | --- | --- | --- | --- |
| 1955/56                                                                                                 | Eerste klasse C                                                                                         | 30 | 13 | 9 | 8 | 35 | 69 | 61 | 4e | Eerste divisie                                                                                          | Geen bekertoernooi                                                                                      | Fortuna treedt toe tot het betaald voetbal                                                              |
| 1956/57                                                                                                 | Eerste divisie B                                                                                        | 30 | 7 | 7 | 16 | 21 | 42 | 63 | 14e | – | 1e ronde                                                                                                | – |
| 1957/58                                                                                                 | Eerste divisie B                                                                                        | 30 | 8 | 9 | 13 | 25 | 51 | 77 | 13e | – | 2e ronde                                                                                                | – |
| 1958/59                                                                                                 | Eerste divisie A                                                                                        | 30 | 11 | 4 | 15 | 26 | 51 | 75 | 11e | – | 1e ronde                                                                                                | – |
| 1959/60                                                                                                 | Eerste divisie A                                                                                        | 30 | 10 | 3 | 17 | 23 | 42 | 51 | 12e | – | Geen bekertoernooi                                                                                      | – |
| 1960/61                                                                                                 | Eerste divisie A                                                                                        | 34 | 12 | 6 | 16 | 30 | 57 | 62 | 12e | – | Groepsfase                                                                                              | – |
| 1961/62                                                                                                 | Eerste divisie A                                                                                        | 34 | 19 | 9 | 6 | 47 | 82 | 49 | 1e | Nacompetitie                                                                                            | 2e ronde                                                                                                | Promotiewedstrijden tegen Heracles (0–0 & 0–1)                                                          |
| 1962/63                                                                                                 | Eerste divisie                                                                                          | 30 | 12 | 7 | 11 | 31 | 55 | 51 | 7e | – | 2e ronde                                                                                                | – |
| 1963/64                                                                                                 | Eerste divisie                                                                                          | 30 | 5 | 4 | 21 | 14 | 25 | 60 | 15e | Rechtstreekse degradatie                                                                                | Halve finale                                                                                            | – |
| 1964/65                                                                                                 | Tweede divisie B                                                                                        | 28 | 10 | 6 | 12 | 26 | 48 | 52 | 9e | – | 2e ronde                                                                                                | – |
| 1965/66                                                                                                 | Tweede divisie B                                                                                        | 28 | 7 | 8 | 13 | 22 | 36 | 48 | 11e | – | Groepsfase                                                                                              | – |
| 1966/67                                                                                                 | Tweede divisie                                                                                          | 44 | 19 | 17 | 8 | 55 | 66 | 37 | 6e | – | Geen deelname                                                                                           | – |
| 1967/68                                                                                                 | Tweede divisie                                                                                          | 38 | 21 | 7 | 10 | 49 | 64 | 46 | 4e | Nacompetitie                                                                                            | Groepsfase                                                                                              | Promotiewedstrijden tegen Helmond Sport (0–1) en Veendam (1–2)                                          |
| 1968/69                                                                                                 | Tweede divisie                                                                                          | 34 | 15 | 14 | 5 | 44 | 52 | 29 | 3e | Rechtstreekse promotie                                                                                  | 1e ronde                                                                                                | – |
| 1969/70                                                                                                 | Eerste divisie                                                                                          | 34 | 7 | 8 | 19 | 22 | 33 | 55 | 18e | Rechtstreekse degradatie                                                                                | 2e ronde                                                                                                | – |
| 1970/71                                                                                                 | Tweede divisie                                                                                          | 32 | 13 | 7 | 12 | 33 | 39 | 42 | 7e | – | 1e ronde                                                                                                | Fortuna promoveert door een sanering in het betaalde voetbal                                            |
| 1971/72                                                                                                 | Eerste divisie                                                                                          | 40 | 8 | 14 | 18 | 30 | 36 | 53 | 19e | – | Geen deelname                                                                                           | – |
| 1972/73                                                                                                 | Eerste divisie                                                                                          | 38 | 9 | 10 | 19 | 28 | 30 | 48 | 17e | – | 1e ronde                                                                                                | – |
| 1973/74                                                                                                 | Eerste divisie                                                                                          | 38 | 10 | 15 | 13 | 35 | 38 | 44 | 13e | – | 1e ronde                                                                                                | – |
| 1974/75                                                                                                 | Eerste divisie                                                                                          | 38 | 10 | 8 | 18 | 28 | 34 | 56 | 16e | – | 2e ronde                                                                                                | Fortuna veranderd haar naam naar FC Vlaardingen '74                                                     |
| 1975/76                                                                                                 | Eerste divisie                                                                                          | 36 | 7 | 11 | 18 | 25 | 40 | 52 | 17e | – | 2e ronde                                                                                                | – |
| 1976/77                                                                                                 | Eerste divisie                                                                                          | 36 | 13 | 11 | 12 | 37 | 45 | 42 | 9e | – | 1e ronde                                                                                                | – |
| 1977/78                                                                                                 | Eerste divisie                                                                                          | 36 | 7 | 15 | 14 | 29 | 26 | 40 | 13e | – | 2e ronde                                                                                                | – |
| 1978/79                                                                                                 | Eerste divisie                                                                                          | 36 | 7 | 12 | 17 | 26 | 35 | 54 | 16e | – | 1e ronde                                                                                                | – |
| 1979/80                                                                                                 | Eerste divisie                                                                                          | 36 | 6 | 9 | 21 | 21 | 36 | 66 | 18e | – | 1e ronde                                                                                                | – |
| 1980/81                                                                                                 | Eerste divisie                                                                                          | 36 | 6 | 10 | 20 | 22 | 31 | 59 | 18e | – | 3e ronde                                                                                                | – |

### Bekende en prominente oud-spelers
- Henk den Arend
- Leen Barth
- Henk van der Bijl
- Cees Bouman
- Jan Bouman
- Johnny Jansen
- Wim Koevermans
- Danny Molendijk
- Ger Pijl
- Cor Pot
- Aad Reijgersberg
- Martin van Vianen
- Piet de Vries
- Mark Wotte
- Kees Zwamborn

### Topscorers
- 1955/56:  Jan van den Berg (junior) (17)
- 1956/57:  Jan van den Berg (junior) (11)
- 1957/58:  Jan van den Berg (junior) (13)
- 1958/59:  Jan van den Berg (junior) (11)
- 1959/60:  Jan van den Berg (junior) (8)
0000000  Frans Mijnsbergen (8)
- 1960/61:  Jan van den Berg (junior) (15)
- 1961/62:  Jan Bouman (34)
- 1962/63:  Jan Bouman (24)
- 1963/64:  Kees Blankenstein (34)
- 1964/65:  Ed Verweel (10)
- 1965/66:  Maarten van der Zwan (11)
- 1966/67:  Ed Verweel (13)
- 1967/68:  Jan Bouman (21)
- 1968/69:  Jan Bouman (15)
- 1969/70:  Jan Hordijk (7)
- 1970/71:  Jan Bouman (13)
- 1971/72:  Anton Huijer (6)
0000000  Aad Reijgersberg (6)
- 1972/73:  Aad Reijgersberg (10)
- 1973/74:  Aad Reijgersberg (9)
- 1974/75:  Jan Roodbol (11)
- 1975/76:  Frans Stans (7)
- 1976/77:  Wim Tijl (16)
- 1977/78:  Danny Molendijk (10)
- 1978/79:  Wim Tijl (9)
- 1979/80:  Aad Teijl (10)
- 1980/81:  Patrick Meijnhard van Schoor (10)

### Trainers
- 1954–1956:  Toon Bergkotte
- 1956–1961:  Rinus Smits
- 1961–1964:  Rinus Gosens
- 1964–1965:  Maarten Vink
- 1965–1966:  Ko Stijger
- 1966–1967:  Lászlo Zalai
- 1967–1970:  Jan Brouwer
- 1970–1972:  Piet de Wolf
- 1972–1975:  Jan van Baaren
- 1975–1979:  Theo Laseroms
- 1979–1980:  Hans Dorjee
- 1980–0000:  Martin van Vianen
- 1980–1981:  Jan de Gier